# Lena Kreck

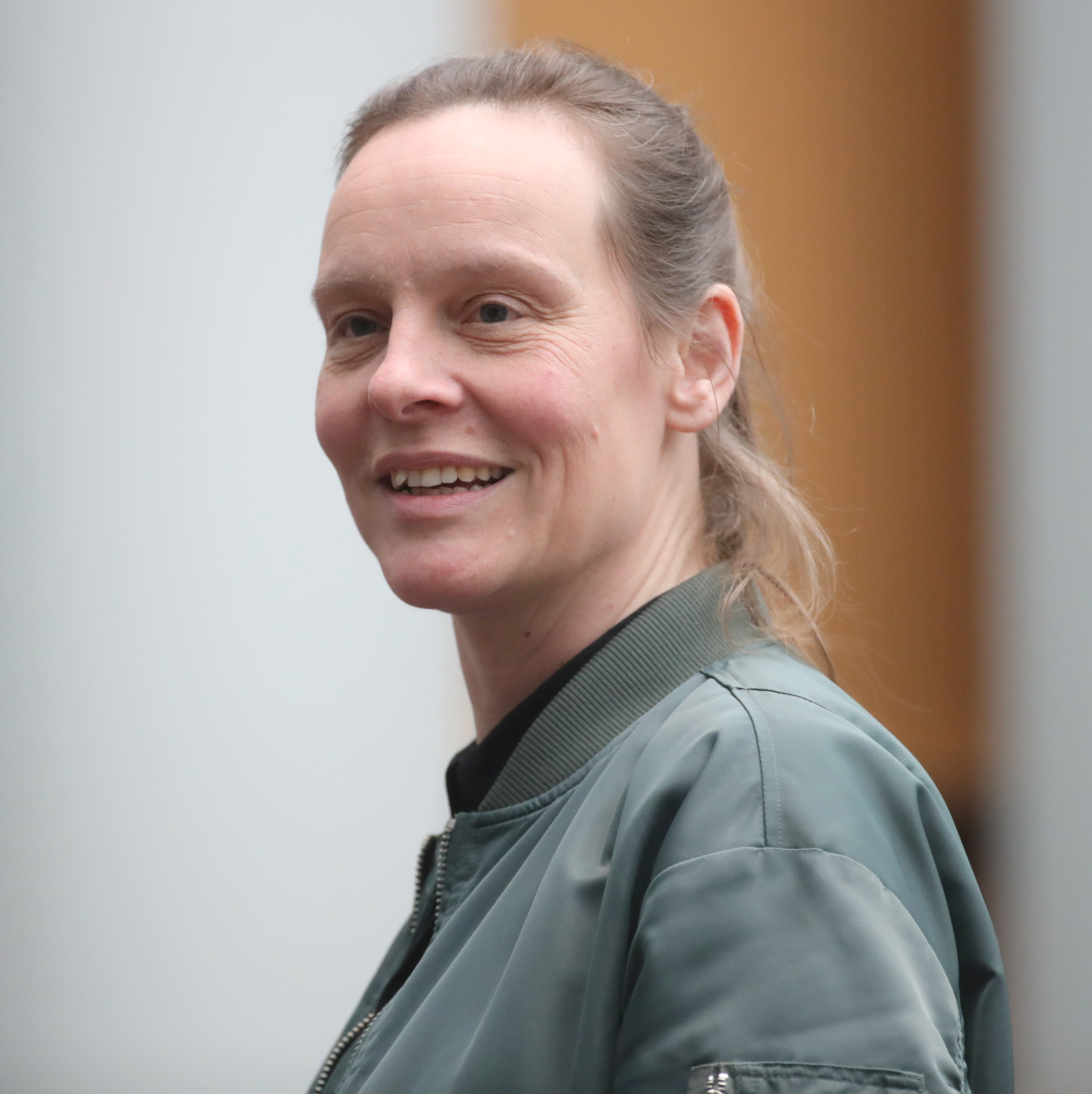
Lena Kreck (2023)

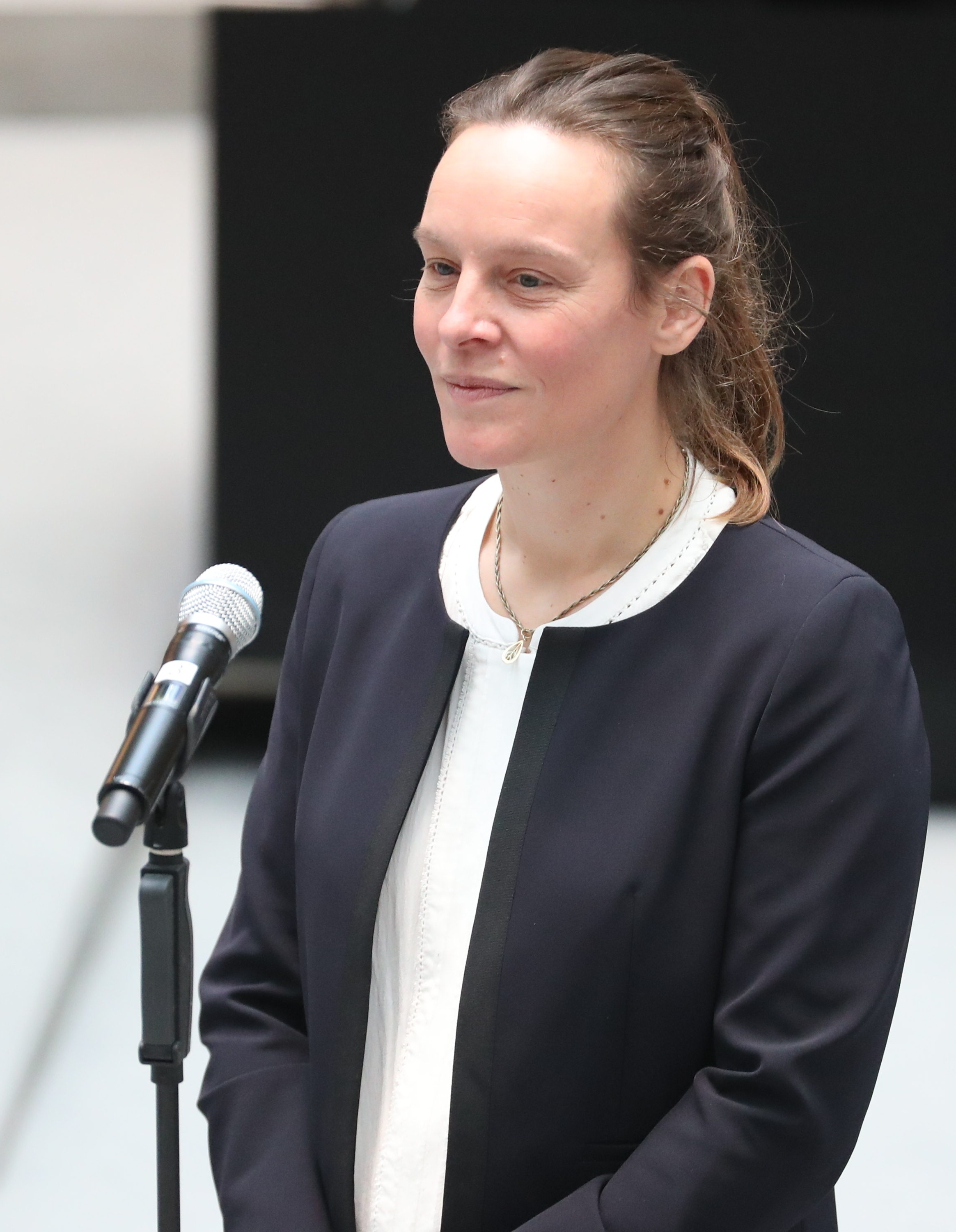
Lena Kreck (2021)

Lena Kreck (* 23. Januar 1981) ist eine deutsche  Juristin sowie Politikerin (Die Linke). Sie ist seit 2019 Professorin an der Evangelischen Hochschule Berlin. Vom 21. Dezember 2021 bis zum 27. April 2023 war sie Senatorin für Justiz, Vielfalt und Antidiskriminierung des Landes Berlin. Seit dem 1. Oktober 2024 ist sie Vizepräsidentin der Evangelischen Hochschule Berlin.

## Werdegang
Lena Kreck studierte Rechtswissenschaft an der Humboldt-Universität zu Berlin (HU) und promovierte 2015 mithilfe eines Stipendiums der Rosa-Luxemburg-Stiftung am Zentrum für Europäische Rechtspolitik der Universität Bremen mit der Arbeit „Exklusionen/Inklusionen von Umweltflüchtlingen“. Nach dem Referendariat war sie unter anderem als Juristin bei der Schwulenberatung Berlin tätig und kümmerte sich dort um die Belange Geflüchteter. Von 2007 bis 2008 war Kreck Bundessprecherin des aus der Fusion von ['solid] – die sozialistische Jugend, Junge Linke.PDS und WASG-Jugend neugegründeten Jugendverbandes Linksjugend ['solid]. In dieser Zeit war sie auch bei der Die Linke.SDS-Hochschulgruppe an der HU aktiv.
Lena Kreck war zwei Semester als Vertretungsprofessorin im Fach Recht in der Sozialen Arbeit an der Hochschule Koblenz tätig und wurde im Oktober 2019 als Professorin für Soziale Arbeit mit dem Schwerpunkt Recht und Gesellschaft an die Evangelische Hochschule in Berlin-Zehlendorf berufen.
Kurz darauf sollte sie auf Vorschlag der Fraktion Die Linke vom Abgeordnetenhaus von Berlin zur Richterin am Verfassungsgerichtshof des Landes Berlin gewählt werden. Sie erhielt jedoch in der geheimen Wahl nicht die erforderliche Mehrheit, was für einen Eklat sorgte.
Am 21. Dezember 2021 wurde sie auf Vorschlag der Linkspartei zur Senatorin für Justiz, Vielfalt und Antidiskriminierung des Landes Berlin im Senat Giffey ernannt. Durch den auf die Wiederholungswahl zum 19. Abgeordnetenhaus von Berlin folgenden Regierungswechsel endete ihre Tätigkeit als Justizsenatorin am 27. April 2023.
Wie ihre damalige Senatoren-Kollegin Katja Kipping steht sie der parteiinternen Strömung Emanzipatorische Linke nahe und veröffentlichte in deren ehemaliger Zeitschrift Prager Frühling mehrfach Artikel. 
Kreck war parallel zu ihrer Senatorentätigkeit weiterhin nebenamtlich in der Lehre an der Fachhochschule tätig.

## Kontroversen
Im September 2022 kündigte die Berliner Senatsjustizverwaltung an, dass Kreck ihren Professoren-Titel vorerst nicht mehr führen wird, nachdem Juristen Zweifel an der Rechtmäßigkeit ihrer Berufsbezeichnung geäußert hatten.
Im Januar 2023 wurde bekannt, dass die Kreck als Justizsenatorin unterstellte Berliner Generalstaatsanwältin Margarete Koppers gegen Christian Lindner (FDP) die Aufnahme eines Ermittlungsverfahrens wegen Vorteilsannahme prüfte. Die Justizsenatorin wurde vor der Weitergabe der Information an die Presse nicht darüber informiert. Anlass war ein Grußwort Lindners in seiner Funktion als Bundesfinanzminister zum hundertsten Jubiläum der Karlsruher BBBank, bei der Lindner einen Kredit für einen privaten Immobilienkauf aufgenommen hatte. Bundestagsvizepräsident Wolfgang Kubicki (FDP) forderte daraufhin den Rücktritt Krecks als Berliner Justizsenatorin. Ende Januar 2023 wurde die Vorprüfung abgebrochen, weil sich der Anfangsverdacht gegen Christian Lindner nicht erhärtet hatte.